# 도덕경

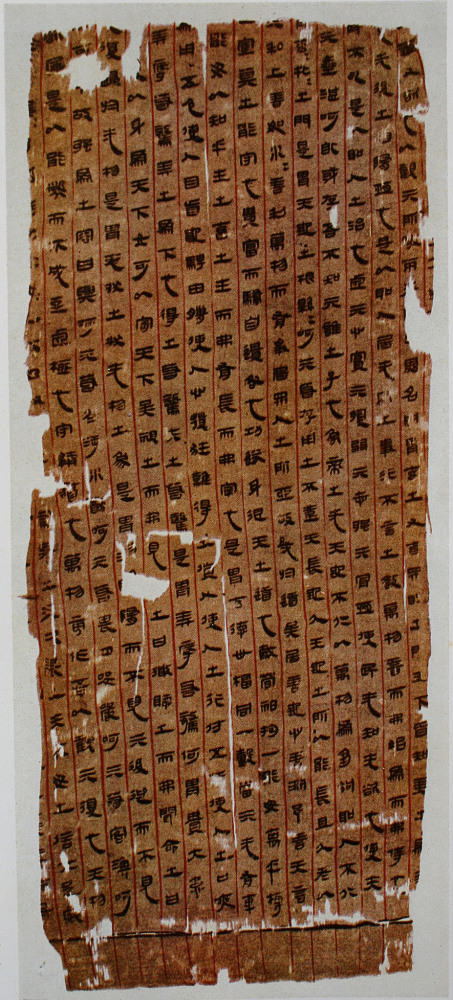

《도덕경》(중국어 간체자: 道德经, 정체자: 道德經, 병음: dàodéjīng 듣기 (도움말·정보), 영어: Tao Te Ching)은 노자(老子)가 지은 것으로 알려진 도가의 대표적인 경전으로 《노자(老子)》로도 불린다. 노자는 이 저서에서 전체적으로 자연에 순응하는 무위(無爲)의 삶을 살아갈 것을 역설하였다.

## 도덕경의 내용
'도(道)'는 만물을 생장시키지만, 만물을 자신의 소유로는 하지 않는다. 도는 만물을 형성시키지만, 그 공(功)을 내세우지 않는다. 도는 만물의 장(長)이지만 만물을 주재하지 않는다'(10장). 이런 사고는 만물의 형성·변화는 원래 스스로 그러한 것이며 또한 거기에는 예정된 목적조차 없다는 생각에서 유래되었다.
노자의 말에 나타난 사상은 유심론으로 생각되고 있으나 펑유란은 도에 대해서는 사고방식은 일종의 유물론으로서 무신론에 연결되는 것이라고 한다. 또 '도(道)는 자연(自然)을 법(法)한다'(55장)고 하는데 이것은 사람이 자기 의지를 갖추고 자연계를 지배하는 일은 불가능함을 설명한 것이다. 이 이론은 유가(儒家)의 천인감응(天人感應)적 생각을 부정하는 것이기도 하다.
노자가 보인 인생관은 "유약한 자는 생(生)의 도(徒)이다" (76장). "유약은 강강(剛強)에 승한다."(36장) "상선(上善)은 물과 같다. 물은 만물을 이롭게 하지만 다투지 않는다. 그러면서 뭇 사람들이 싫어하는 곳에 처한다. 때문에 도에 가깝다"(8장), "천하의 유약하기는 물보다 더한 것이 없다"(78장) 등의 구절에서 보듯이 어디까지나 문명과 나를 내세우지 않고 뭇 세상과 조화롭게 함께 하는 소박한 삶의 방식을 권한다. 그러한 사상을 겸하부쟁((謙下不爭) 이라고 하는 말로써 환언(換言)하고 있다.
노자는 또 "도(道)는 일(一)을 생하고 일은 이(二)를 생하고 이는 삼(三)을 생하고 삼은 만물을 생한다."(42장)고 하는 식의 일원론적인 우주생성론을 생각하고 있었다.
道는 노자, 장자 등 이른바 道家의 전유물이 아니고 춘추전국 시대의 제자백가들 사이에서 상용되던 단어이다. 道의 개념 내지 의미는 학파와 사상가에 따라 매우 넓은 스펙트럼으로 나타나지만 대체로 정치, 윤리, 전쟁, 인생, 우주 등 가시적이고 구체적인 현실을 지향한다. 일반적으로 도는 有의 사건으로부터 추상되는 원리라고 말할 수 있다.
그런데 노자의 道는 無이다. 無를 단순히 有가 아닌 것으로 정의하는 것은 무의미하다. 일반적으로 우리가 알 수 있는 것은 오직 有이므로 無는 ‘알 수 없는 것’이라는 의미를 내포한다. 그렇다면 노자는 도대체 어떤 방법으로 無를 알았을까? 도덕경은 聖人이 無를 알아가는 旅程으로 구성되어 있으며, 이때 聖人은 단순히 無를 알아가는 여정에 오른 사람들 일반을 가리키는 용어이다. 독자를 聖人으로 이끄는 것이 바로 도덕경의 목표이다.
無는 有가 아니므로 聖人에게 무엇인가 ‘어두운 존재’로 다가온다. 이에 聖人은 무에 투신(投身)함으로써 ‘無의 운동’을 일으키고, 이를 통하여 無에 동화되고 無를 닮고 無를 안다. 따라서 無를 아는 것은 無의 운동의 결과이다.(1장 玄之又玄) 無의 운동은 無知無欲과 無爲로 이루어진다. 無知는 無를 지향하는 활동이며, 無欲은 無로부터 끊임없이 玄의 깨달음을 얻는 사건이며, 無爲는 그 깨달음이 성인의 일상적인 삶으로 드러나는 사건이다. 玄은 無에서 비롯하는 새로운 자아로서 굳이 정의하자면 ‘無에서 나온 無’이다.
일반적으로 우리는 경험과 이성과 의지를 동원하여 有를 하는데, 이때 의지는 경험과 이성을 이끄는 주체의 방향성이다. 그런데 경험과 이성으로는 無를 알 수 없다. 이 때문에 성인은 無를 알기 위해 오히려 경험과 이성을 부정(否定)하고 그 결과 의지까지도 부정한다. 이때 聖人은 단순한 ‘나’로 머물면서 無 안에 잠기게 된다. 聖人은 의지를 부정함으로써 無를 지향하는 의지를 얻고 이로써 無를 안다. 이런 이유로 無를 지향하는 의지를 無知라고 한다. 이때 성인은 욕구(欲)로부터 초연한 새로운 자아(玄)의 깨달음을 얻는데(1장 常無欲以觀其妙) 그 無欲의 깨달음이 어디에서 오는지를 도대체 알 수가 없다. 노자는 ‘알 수 없는 그 존재’에 道라는 이름을 붙인 것이다. 노자의 道는 확실히 사람과 어떤 종류의 교감을 나누는 ‘神的인’ 존재이다,
無知는 聖人이 道를 사랑하는 활동이며 無欲은 道가 聖人을 사랑하는 활동이다. 이 두 활동은 동시적인 사건으로서 하나의 짝을 이루기 때문에 둘을 함께 묶어서 無知無欲(2장)이라고 한다. 누구든지 道를 사랑하면 道는 반드시 그를 사랑한다.
無知無欲의 활동이 聖人의 삶으로 드러난 것을 無爲라고 한다. 聖人은 無知無欲에 근거하여 無爲를 실천하는데 이것은 그가 얻고 있는 신적인 자아(玄)의 본성에 따른 것이다. 無爲自然의 自然은 바로 이 신적인 본성을 가리킨다. 聖人은 욕구에 일방적으로 복종하거나 규범으로 욕구를 통제하는 것이 아니라 자신의 고유한 본성에 따라 힘들이지 않고 욕구를 다스린다. 이것은 ‘나’로부터 시작하여 천하와 만물을 완전하게 다스리는 결과를 낳는다. (10장 愛民治國)
道德經의 德은 無知無欲과 無爲를 통틀어 일컫는 용어이다. 德은 또한 ‘道를 실천하는 일(行)’이다. 無知無欲이 道의 뿌리라면 無爲는 道의 줄기와 가지라고 할 수 있다. (69장 深根固柢長生久視之道) 無知無欲을 실천하지 않으면 결코 無爲를 실천할 수 없다. 聖人은 無知無欲의 內的 운동을 우선한다. 無爲自然의 外的 활동은 내적 운동의 결과로 나타나는 것일 뿐이다. 많은 사람들이 無知無欲을 거들떠보지 않고 無爲自然을 찬미하지만 물론 모두 공염불에 불과하다.
우리의 일상적인 언어는 경험과 이성에 기초한다. 그런데 無의 운동은 경험과 이성을 초월하므로 일상적인 언어로 표현하기가 불가능하다. 이 때문에 노자는 부득이하게 比喩(parable)를 사용할 수밖에 없다. 도덕경은 대부분 비유로 이루어져 있다. 도덕경이 어렵게 느껴지는 원인이 바로 여기에 있다. 그러나 無의 운동은 매우 쉽고 단순하며(70장 吾言甚易知 甚易行) 無의 운동을 통하여 모든 비유의 의미가 저절로 밝혀진다.
지금 말하는 비유는 직유(simile), 은유(metaphore), 상징(symbolism), 類推(analogy), 寓話(allegory) 등 우회적 표현법을 모두 포함한다. 비유를 풀어내려면 반드시 道를 실천해야만 한다. 따라서 道를 실천하지 않고 도덕경을 해석하기는 아예 불가능하다. 道를 연구하는 많은 학자들은 道의 실천을 도외시하고 무모하게도 道를 학문의 대상으로 삼는다. 이 때문에 그들이 내놓은 도덕경 해설서들 중 그 어떤 것도 도덕경 전체를 모두 포괄하지 못하며 그나마 내용의 앞뒤가 맞지도 않는다. 도덕경의 비유는 그 자체로 독자들이 道를 실천하기를 촉구하고 있는 셈이다.

## 도덕경의 판본
오늘날 우리가 도덕경으로 규정한 판본은 삼국시대 말기에 왕필이 정리한 것이며, 이를 소위 왕필본 혹은 통용본이라고 부른다.
1973년도에 중국 장시성에서 발견된 고분 마왕퇴(BC 168년 추정)에서 발굴된 백서본에 담겨있는 문장들은 왕필본과 크게 다르지 않았다. 더불어 마왕퇴에서 발견된 도덕경 판본은 중국 삼국시대 말기에 왕필이 편집한 통용본보다 연대가 훨씬 앞섰다. 다시 말하자면, 왕필본의 저본이 바로 백서본인 셈이며, 왕필이 정리하기 이전에 중국의 여러 사서에 인용된 판본도 이 백서본인 셈이다. 백서본은 두 종류가 있는데, 하나는 백서본 갑본으로서 전국시대 말기(BC 247년 이전)에 만들어진 것으로 여겨지고, 을본은 한나라 초기(BC 195년 이전)에 제작된 판본으로 추정된다.
1993년 중국 화북성의 곽점촌에서 발견된 곽점본(혹은 죽간본, BC 300년 추정)은 백서본에는 있는 중요한 시문들이 많이 빠져있으나, 백서본에는 없는 내용 일부가 있어 새로운 텍스트에 대한 연구가 이루어지고 있다. 곽점본과 백서본의 주요한 차이는 다음과 같다.
1. 곽점본은 대나무에 쓰인 반면에 백서본은 비단에 쓰였다.
2. 곽점본의 내용 상당수가 백서본에는 없으며, 백서본에 없는 내용 일부가 곽점본에 있다. 곽점본은 2,000여자로 백서본의 40% 정도의 분량이다.
3. 곽점본에 비해 백서본의 내용에는 조금씩 추가된 것들이 있으며 문장 형태가 말끔해지는 경향이 있다.
4. 백서본에는 전사과정의 기본적인 오류와 원래는 주석이었으나 옮기는 과정에서 본문으로 들어간 오류 등이 확인된다.
5. 곽점본에 비해 백서본이 더욱 반 유가적인 경향을 보인다.
6. 백서본이 곽점본에 비하여 정치술수적인 내용을 더욱 많이 지니고 있어, 백서본 성립 시기에 유행한 황로학의 영향을 받아 통치술에 대한 내용이 추가된 것으로 생각된다.
7. 백서본은 음양사상을 받아들여 기화론적 우주생성론의 내용을 담고있다.

처음으로 도덕경을 상하로 나눈 사람은 전한 말기의 학자 유향이다. 완결편 도덕경 주석서로서 현존하는 가장 오래된 문헌은 '하상공'(혹은 '하상장인')이 지은 하상공장구가 있다. 후한 시기에 성립된 것으로 추정되는 하상공장구는 당나라 시기까지 가장 유행한 판본으로 양생론적 성향이 강해 초기에는 도교도들에 의해 많이 읽혔으나 이후 당나라 시대까지 가장 많이 읽히는 판본이 되었다.
왕필은 18세이던 243년에 노자도덕경주를 완성하였고, 이후 그의 저서는 위나라의 재상 하안에 의해 점차 알려지게 되었다. 당나라때까지만 해도 그의 주석서는 하상공장구에 비해 덜 읽혔으나 송나라때 이후 유학자들에 의해 주요한 판본으로 여겨지게 됐으며, 이 지위는 명,청대에 더욱 확고해져서 백서본 출토 이전까지 무려 천년 이상 동서양 도덕경 이해의 근간이 되었다. 그러나 그 탁월한 업적에도 불구하고 도덕경을 유가적으로 해석한 부분이 많았기에 많은 비판을 받아왔다. 백서본과 왕필본의 다른점은 다음과 같다.
1. 백서본은 장절구분이 거의 없이 이어 적혀있었으나, 왕필본은 장절구분이 잘 되어있다.[5]
2. 백서본은 덕경이 도경보다 앞에 놓이나, 왕필본은 도경이 덕경보다 앞에 놓인다. 다시 말하면, 백서본은 덕도경이라고 불릴 수 있고, 왕필본은 우리가 익히 들언대로 도덕경이라 읽는다.
3. 왕필본의 장절구분을 기준으로 하면, 백서본은 24-22-23장과 41-40-42장, 66-80-81장의 순서로 구성되어있다.
4. 백서본은 왕필본에 비해 시대 특성상 (가차자)가 많이 쓰였고, 따라서 그 글자들의 해석이 복잡하다.
5. 백서본은 왕필본에 비해 허사가 많이 남아있어 왕필본의 끊어읽기 문제를 다소 해결해준다.

곽점본과 백서본 그리고 왕필본의 차이만 보아도 사마천의 사기에 기록된 전설처럼 노자가 함곡관을 넘으면서 도덕경 5,000여 자를 남겼다는 것은 말이 되지 않는다. 도덕경은 일거에 성립된 것이 아니고 고대부터 전국시대 말기를 거치면서 발생한 여러 생각과 사상들이 응축되어 성립된 책으로 보아야 한다. 이런 복잡한 성립과정은 도덕경 안에 여러 모순된 사상이 뒤섞여 존재하게 되는 원인이 되었다. 도덕경에 모순과 여러 사상이 뒤섞여 있는 만큼, 여러 사상가와 학자마다 도덕경을 대하는 태도가 달랐는데, 하상공장구는 양생술을 위한 음양사상의 기본 경전으로서 여겼고, 왕필주는 도덕경에 담긴 형이상학적인 면모를 흠모하여 신비주의학적으로 여겼으며,  그 외에도 여러 학자와 사상가들이 저마다 무위자연주의, 반유가주의, 반법가주의, 음양가 사상, 무정부주의, 병가 사상들의 근간이 되는 저서로 여겼다.

## 한국으로의 유입
삼국시대 이후에 이미 도덕경은 읽혔을 것으로 추정되나 해설서로 남은 것들 중 대표적인 것은 아래와 같다.
- 이이 : 《순언(醇言)》[7]
  - 김학목 역. 율곡 이이의 노자(2001), 예문서원. ISBN 89-7646-131-2
  - 조기영 역. 순언(2009), 지만지. ISBN 978-89-6406-491-7
- 박세당 : 노자주해[8]
  - 김학목 역. 박세당의 노자(1999), 예문서원. ISBN 89-7646-085-5
- 서명응 : 도덕지귀
  - 조민환, 장원목, 김경수 역. 도덕지귀(2008), 예문서원. ISBN 8976462386
- 이광려 : 노자오칙
- 이충익 : 담노(談老)
- 홍석주 : 정노(訂老)
  - 김학목 역. 홍석주의 노자(1999), 예문서원. ISBN 89-7646-132-0

대부분 왕필의 관점을 따르고 있다.
이후 몇가지 한국어 번역이 시도되었다.
- 류영모 : 늙은이(1959)
- 함석헌 : 노자 강의(1979)
- 김용옥 : 길과 얻음(1989) ISBN 89-8264-018-5
- 윤지산 : 노자 도덕경(2022) ISBN 978-89-6109-526-6

## 같이 보기
- 전도서
- 회남자
- 사서오경